# ウルトラマンメビウス外伝 アーマードダークネス
『ウルトラマンメビウス外伝 アーマードダークネス』 は2008年7月25日、8月22日に発売されたオリジナルビデオ作品でテレビシリーズ｢ウルトラマンメビウス｣の後日談。
ここでは雑誌展開版についても記述する。

## オリジナルビデオ作品

### 概要
『ウルトラマンメビウス』の外伝作品第2弾。後述の雑誌展開版と内容が連動する。監督はテレビシリーズのメイン監督の佐野智樹が務め、初めて特撮監督も担当している。
2012年12月21日に発売された『ウルトラマンメビウス TV&OV COMPLETE DVD-BOX』にも収録された。

### あらすじ
ウルトラマンメビウスがCREW GUYSの仲間たちとともにエンペラ星人を倒し、光の国へ帰ってから2年後。
平穏が続いていた地球に、再び怪獣が出現する。GUYSの隊長となっていたアイハラ・リュウは、ハルザキ・カナタをはじめとする新隊員とともに立ち向かうが、リュウとカナタは地球に接近していた謎の球体に飲み込まれる。その正体は、かつてエンペラ星人が乗り捨てた宇宙船「ダークネスフィア」であり、その内部に潜んでいた暗黒魔鎧装「アーマードダークネス」こそが、ダークネスフィア再起動や怪獣復活の原因だった。
アーマードダークネスを追って地球を再び訪れたメビウスや、GUYSに再集結したかつての隊員たちは、一丸となってアーマードダークネスに立ち向かう。

### キャスト
- ヒビノ・ミライ：五十嵐隼士
- アイハラ・リュウ：仁科克基
- ハルザキ・カナタ：三好真
- カザマ・マリナ：斉川あい
- イカルガ・ジョージ：渡辺大輔
- アマガイ・コノミ：平田弥里
- クゼ・テッペイ：内野謙太
- ミサキ・ユキ：石川紗彩
- トリヤマ補佐官：石井愃一
- マル補佐官秘書：まいど豊
- サコミズ・シンゴ：田中実

### 声の出演
- ウルトラマンキング：清川元夢
- ウルトラマンヒカリ：難波圭一
- アーマードダークネス：大友龍三郎
- セリザワ・カズヤ：石川真
- GUYS隊員：和田三四郎、おかのみさと

### スタッフ
- 監修：円谷一夫
- 製作統括：大岡新一
- プロデューサー：渋谷浩康、河野聡
- 制作プロデューサー：小山信行
- ラインプロデューサー：中井光夫
- アソシエイトプロデューサー：仲吉治人
- 撮影：高橋義仁
- 照明：高野和男
- 美術：内田哲也
- 録音：楠本龍巳
- 操演：上田健一
- 殺陣：岡野弘之
- 助監督：冨田卓
- 編集：前嶌健治
- キャラクターデザイン：丸山浩
- キャラクターデザイン・イメージボード：酉澤安施
- 脚本：赤星政尚
- 監督・特技監督：佐野智樹
- 音楽：佐橋俊彦

### 主題歌
「ウルトラマンメビウス」
作詞：松井五郎 / 作曲：鈴木キサブロー / 編曲：京田誠一 / 歌：Project DMM with ウルトラ防衛隊

### 作品リスト
怪獣の詳細はリンク先参照。
| 話数   | タイトル     | 登場怪獣・宇宙人     | ゲスト ウルトラマン                   | 発売日            |
| ------ | ------------ | -------------------- | ------------------------------------- | ----------------- |
| STAGE1 | 滅びの遺産   | アーマードダークネス | ウルトラマンヒカリ                    | 2008年7月25日発売 |
| STAGE2 | 不滅の魔鎧装 | アーマードダークネス | ウルトラマンヒカリ ウルトラマンキング | 8月22日発売       |

## 雑誌展開版

### 概要（雑誌展開版）
『ウルトラマンメビウス外伝 超銀河大戦』の続編で、講談社の「テレビマガジン」で2008年2月号から、小学館の「てれびくん」で2008年3月号から連載開始。「てれびくん」本誌グラビアページの連動で漫画も連載開始。前作に引き続き担当する内山まもるの『ザ・ウルトラマン』のオリジナルキャラクターであるメロスも引き続き登場し、それ以外にもジャッカル軍団やファイタス、ゾルビーなど、同作の他キャラクターや新キャラクター・アウラも登場する。「テレビマガジン」版の単行本は2008年7月に講談社のテレビ絵本で発売。「てれびくん」版による漫画も、小学館より2009年5月29日にてれびくんデラックス愛蔵版として発売された、本作品に登場した怪獣・宇宙鳥獣 ガロウラーが『大怪獣バトル ULTRA MONSTERS NEO』のプロモーションカードとして封入。
前述のDVD版やウルトラマンプレミアステージ2、ウルトラマンフェスティバル2008ライブステージでも展開された。
前作と違い、ウルフェスライブステージは第1部のみが本作品と関連しており、冒頭にアーマードダークネスがDVD版の映像で登場（ただし、実際はアーマードメフィラスがラスボスとして登場）。第2部はアーマードメフィラス（第2部では中ボス）やガロウラー、ザラボンなどのオリジナル敵キャラクターは引き続き登場するほか、前作のオリジナル敵キャラクターであるジオルゴンとエンディール星人が登場するものの、映画『大決戦!超ウルトラ8兄弟』（一部『大怪獣バトル ULTRA MONSTERS』シリーズも含む）をモチーフにしているため、本作品とは関連しない。
その後、2020年放送のテレビシリーズ『ウルトラマンZ』のボイスドラマ第23回では、宇宙警備隊の採用試験に臨んだウルトラマンゼットの質問に答えるウルトラマンメビウスの台詞で、支部長としての立場から試験官を務めるメロスとアウラの存在が言及されるなど、「てれびくん」版の漫画の独自設定が反映されている。

### あらすじ（雑誌展開版）
エンペラ星人が遺した暗黒の鎧「アーマードダークネス」は、装着した者に全宇宙を支配できるほどの力を与えるという。それを狙って凶悪宇宙人軍団が行動を開始。宇宙人軍団の野望を阻止すべく、ウルトラ兄弟の新たな戦いが始まる。

## 登場ウルトラマン
※ 雑誌やメディアによって、登場するウルトラマンは異なる。
- 凡例
  - ○=てれびくん版『ジャッカル軍団大逆襲!』
  - ▲=テレビマガジン版
  - ◇=OV版
  - □=ウルトラマンプレミアステージ2
  - ☆=ウルフェス2008ライブステージ第1部
- ウルトラマンメビウス ○▲◇□☆
- ウルトラマンヒカリ ○▲◇□☆
- ウルトラマン ○▲□☆
- ウルトラセブン ○▲□☆
- ウルトラマンジャック ○▲□
- ウルトラマンエース ○▲□☆
- ウルトラマンタロウ ○□
- ウルトラマンレオ ○□
- アストラ ○
- ウルトラマン80 ○□☆
- ゾフィー ○▲□☆
- ウルトラの父 ○□
- ウルトラの母 ○□
- ユリアン ○☆
- ウルトラマンキング ○◇□☆
- メロス（「ザ・ウルトラマン」のキャラクター）○
- ファイタス（「ザ・ウルトラマン」のキャラクター）○
- ゾルビー（「ザ・ウルトラマン」のキャラクター）○
- ウルトラ隊員（「ザ・ウルトラマン」のキャラクター）○
- ウルトラ女性隊員（「ザ・ウルトラマン」のキャラクター）○
- アウラ（漫画オリジナルキャラクター）○
- ウルトラマンゼアス □
- ウルトラマンナイス □
- ウルトラマンティガ □☆
- ウルトラマンガイア □
- ウルトラマンアグル □
- ウルトラマンコスモス □
- ウルトラマンジャスティス □
- ウルトラマンネクサス（アンファンス） ☆
- ウルトラマンマックス☆

## 登場怪獣・宇宙人
本作品で初登場した怪獣を記載。他はウルトラ怪獣一覧の雑誌展開の項目を参照。
暗黒魔鎧装 アーマードダークネス

宇宙鳥獣 ガロウラー
てれびくん版「ジャッカル軍団大逆襲!!」に登場。
アーマードダークネスが体内の膨大な闇のエネルギーから生み出した宇宙怪獣。長い首に多彩な体色をしており、両腕は鋏と槍の形状をしている。翼には肉眼では見えない薄い皮膜があり、これで太陽光を吸収しながら最高速度マッハ30（大気圏内ではマッハ7）で飛行。スピード攻撃が得意。尻尾の突起からは七色の光線ガロウ・レインボーを放ち、この光線はバリア代わりにもなる。氷漬けにされてもすぐに復活する。
ウルトラの国を襲撃したジャッカル軍団の円盤から出現。前述の能力に加え、M87光線やウルトラダブルフラッシャーも含めたウルトラ兄弟の合体光線ですら効かない防御力も見せ、ウルトラ兄弟やその救援に駆けつけたファイタスを苦戦させるが、ジャック、エース、レオ、80のバリア技で跳ね返された自身の光線を受け、ブラックホールに吸い込まれる。
- 元はてれびくんの『最強宇宙怪獣デザインコンテスト』最優秀賞受賞作品。受賞した際の名前は「鳥獣ガルーラ」。この絵を元に決定稿は丸山浩が担当し、制作された着ぐるみとウルトラ兄弟による戦闘中の写真も撮影された。

ウルトラマンフェスティバル2008ライブステージ版『アーマードダークネス』に登場したガロウラー
アーマードメフィラスの配下として登場。第1部ではアーマードダークネスのパーツを巡るウルトラ戦士と宇宙人軍団の戦いに乱入し、アーマードメフィラスやザラボンと共にアーマードダークネスを破壊してウルトラ戦士を苦しめるが、メビウスがアーマードメフィラスを倒したことで形勢が逆転し、ウルトラ戦士の合体光線で倒される。第2部ではアースキーを狙うアーマードメフィラスによりジオルゴンとエンディール星人に戦力として貸し与えられ、ティガ、ダイナ、ガイアと対決するが、最後は3人の救援に駆けつけたメビウスとウルトラ4兄弟によって倒される。

宇宙苦無獣 ザラボン（）
テレビマガジン版「ウルトラ兄弟大決戦」に登場。
アーマードダークネスが体内の膨大な闇のエネルギーから生み出した宇宙怪獣。青い体色にゴーグル状の目をしており、首や肩から棘が生えている。手先の鋭い爪や目から発射する破壊光線、両腕のザラ・クナイというカッターを武器とする。メビウスやゾフィーと戦うが、最後はメビュームダイナマイトとM87光線を同時に受けて倒される。
- 元はテレビマガジンの『最強宇宙怪獣デザインコンテスト』最優秀賞受賞作品。背面には作品を描いた子供のイニシャルを入れている。

ウルトラマンフェスティバル2008ライブステージ版『アーマードダークネス』に登場したザラボン
ガロウラー共々アーマードメフィラスの配下として登場。第1部ではアーマードダークネスのパーツを巡るウルトラ戦士と宇宙人軍団の戦いに乱入し、アーマードメフィラスやガロウラーと共にアーマードダークネスを破壊するが、最後はウルトラ戦士の合体光線で倒される。第2部ではアースキーを狙うアーマードメフィラスによりジオルゴンとエンディール星人に戦力として貸し与えられ、ティガ、ダイナ、ガイアと対決するが、最後は3人の救援に駆けつけたメビウスとウルトラ4兄弟によって倒される。